# Campeonato Mundial de Waterpolo Masculino de 1994
El VII Campeonato Mundial de Waterpolo Masculino se celebró en Roma (Italia) entre el 1 y el 11 de septiembre de 1994 en el marco del VII Campeonato Mundial de Natación. El evento fue organizado por la Federación Internacional de Natación (FINA) y la Federación Italiana de Natación.

## Grupos
| Grupo A        | Grupo B       | Grupo C   | Grupo D    |
| -------------- | ------------- | --------- | ---------- |
| Países Bajos   | Croacia       | Cuba      | Hungría    |
| Estados Unidos | Nueva Zelanda | Rusia     | Canadá     |
| Alemania       | España        | Sudáfrica | Italia     |
| Rumania        | Australia     | Grecia    | Kazajistán |

## Fase preliminar
Los primeros dos de cada grupo alcanzan la fase principal. Los equipos restantes juegan entre sí por los puestos 13 a 16.

### Grupo A
| Equipo         | J | G | E | P | GF | GC | DG | PTS |
| -------------- | - | - | - | - | -- | -- | -- | --- |
| Países Bajos   | 3 | 2 | 0 | 1 | 25 | 22 | +3 | 4   |
| Estados Unidos | 3 | 2 | 0 | 1 | 25 | 22 | +3 | 4   |
| Alemania       | 3 | 2 | 0 | 1 | 24 | 23 | +1 | 4   |
| Rumania        | 3 | 0 | 0 | 3 | 19 | 26 | -7 | 0   |

### Grupo B
| Equipo        | J | G | E | P | GF | GC | DG  | PTS |
| ------------- | - | - | - | - | -- | -- | --- | --- |
| España        | 3 | 3 | 0 | 0 | 47 | 13 | +34 | 6   |
| Croacia       | 3 | 2 | 0 | 1 | 49 | 18 | +31 | 4   |
| Australia     | 3 | 1 | 0 | 2 | 39 | 22 | +17 | 2   |
| Nueva Zelanda | 3 | 0 | 0 | 3 | 7  | 89 | -82 | 0   |

### Grupo C
| Equipo    | J | G | E | P | GF | GC | DG  | PTS |
| --------- | - | - | - | - | -- | -- | --- | --- |
| Grecia    | 3 | 2 | 1 | 0 | 27 | 14 | +13 | 5   |
| Rusia     | 3 | 2 | 1 | 0 | 24 | 11 | +13 | 5   |
| Cuba      | 3 | 1 | 0 | 2 | 18 | 13 | +5  | 2   |
| Sudáfrica | 3 | 0 | 0 | 3 | 6  | 37 | -31 | 0   |

### Grupo D
| Equipo     | J | G | E | P | GF | GC | DG  | PTS |
| ---------- | - | - | - | - | -- | -- | --- | --- |
| Italia     | 3 | 3 | 0 | 0 | 33 | 19 | +14 | 6   |
| Hungría    | 3 | 2 | 0 | 1 | 35 | 18 | +17 | 4   |
| Kazajistán | 3 | 1 | 0 | 2 | 24 | 29 | -5  | 2   |
| Canadá     | 3 | 0 | 0 | 3 | 6  | 32 | -26 | 0   |

## Fase principal
Los primeros dos de cada grupo disputan las semifinales.

### Grupo E
| Equipo         | J | G | E | P | GF | GC | DG  | PTS |
| -------------- | - | - | - | - | -- | -- | --- | --- |
| España         | 3 | 2 | 0 | 1 | 36 | 23 | +13 | 4   |
| Croacia        | 3 | 2 | 0 | 1 | 26 | 28 | -2  | 4   |
| Países Bajos   | 3 | 1 | 0 | 2 | 25 | 34 | -9  | 2   |
| Estados Unidos | 3 | 1 | 0 | 2 | 24 | 26 | -2  | 2   |

### Grupo F
| Equipo  | J | G | E | P | GF | GC | DG | PTS |
| ------- | - | - | - | - | -- | -- | -- | --- |
| Italia  | 3 | 3 | 0 | 0 | 25 | 20 | +5 | 6   |
| Rusia   | 3 | 1 | 1 | 1 | 24 | 24 | 0  | 3   |
| Hungría | 3 | 1 | 0 | 2 | 33 | 30 | +3 | 2   |
| Grecia  | 3 | 0 | 1 | 2 | 15 | 23 | -8 | 1   |

## Fase final
|  | Semifinales | Semifinales |   |         | Final         | Final |  |
|  |             |             |   |         |               |       |  |
|  |             |             |   |         |               |       |  |
|  |             |             |   |         |               |       |  |
|  | Italia      | 8           |   |         |               |       |  |
|  | Croacia     | 5           |   |         |               |       |  |
|  |             |             |   |         |               |       |  |
|  |             |             |   |         |               |       |  |
|  |             |             |   |         | Italia        | 10    |  |
|  |             | España      | 5 |         |               |       |  |
|  |             |             |   |         |               |       |  |
|  |             |             |   |         |               |       |  |
|  |             |             |   |         | Tercer Puesto |       |  |
|  |             |             |   |         |               |       |  |
|  | España      | 9           |   | Croacia | 13            |       |  |
|  | Rusia       | 6           |   |         | Rusia         | 14    |  |

- (¹) En tiempo extra

## Medallero
|        |        |       |
| Italia | España | Rusia |

## Estadísticas

### Clasificación general
| 1. Italia         |
| 2. España         |
| 3. Rusia          |
| 4. Croacia        |
| 5. Hungría        |
| 6. Estados Unidos |
| 7. Grecia         |
| 8. Países Bajos   |
| 9. Alemania       |
| 10. Australia     |
| 11. Cuba          |
| 12. Kazajistán    |
| 13. Rumania       |
| 14. Canadá        |
| 15. Sudáfrica     |
| 16. Nueva Zelanda |

- Datos: Q846096